# The Older I Get EP
The Older I Get EP — EP христианской рок-группы Skillet, выпущенный 27 февраля 2007 года.

## Об альбоме
Альбом никогда не издавался на компакт-дисках, и распространялся через ITunes. В него вошли акустическая версия «Yours to Hold» и три версии композиции «The Older I Get» — версия для радио, акустическая и альбомная, представленная в виде видеоклипа.

## Список композиций
| №  | Название                                | Длительность |
| -- | --------------------------------------- | ------------ |
| 1. | «The Older I Get» (Rock Radio Mix)      | 3:39         |
| 2. | «The Older I Get» (Акустическая версия) | 3:29         |
| 3. | «Yours to Hold» (Акустическая версия)   | 3:42         |
| 4. | «The Older I Get» (Видеоклип)           | 3:40         |

## Участники
- Джон Купер (John L. Cooper) — вокал, бас-гитара
- Кори Купер (Korey Cooper) — клавишные, программирование, гитара
- Бен Касика (Ben Kasica) — акустическая гитара, электрогитара
- Лори Петерс (Lori Peters) — ударные